# Luca Pagano
Luca Pagano, (Treviso, 28 juli 1978) is een Italiaans professionele pokerspeler die als toernooispeler vooral actief is op de European Poker Tour. Hij won tot en met juni 2014 meer dan $2.150.000,- in live pokertoernooien.
Pagano maakt hij deel uit van een door PokerStars gesponsorde groep pokerprofessionals genaamd 'Team PokerStars'. Hij speelt online onder de naam 'LucaPagano'.
In 2004 is Luca Pagano professioneel pokerspeler geworden, niet lang nadat hij was afgestuurd in de richting Informatica.
Zijn beste prestaties:
- European Poker Tour Deauville (januari 2012) - 7e plaats
- European Poker Tour EPT Grote Finale, Monte Carlo (april 2009) - 55e plaats
- European Poker Tour Dortmund, Duits open (maart 2009) - 6e plaats
- European Poker Tour EPT Grote Finale, Monte Carlo (april 2008) - 6e plaats
- European Poker Tour Kopenhagen, Scandinavian Open (februari 2008) - 27e plaats
- European Poker Tour Dublin (oktober 2007) - 24e plaats
- European Poker Tour Dublin, The Irish Masters (oktober 2006) - 13e plaats
- European Poker Tour Kopenhagen, Scandinavian Open (januari 2006) - 24e plaats
- European Poker Tour Barcelona Open (september 2005) - 24e plaats
- European Poker Tour Wenen, Vienna E-WSOP (maart 2005) - 14e plaats
- European Poker Tour Deauville, French Open (februari 2005) - 8e plaats
- European Poker Tour Barcelona Open (september 2004) - 3e plaats